# N.E.C. in het seizoen 1962/63
Het seizoen 1962/1963 was het negende jaar in het bestaan van de Nijmeegse betaaldvoetbalclub N.E.C.. De club kwam uit in de Tweede divisie A en eindigde daarin op de derde plaats. De beslissingswedstrijd tegen HVC voor een plek in de promotiecompetitie werd verloren met 1–2. Tevens deed de club mee aan het toernooi om de KNVB beker, hierin werd de club in de halve finale uitgeschakeld door ADO (1–3).

## Wedstrijdstatistieken

### Tweede divisie A
|       | AGOVV | Alkmaar '54 | Be Quick | De Graafschap | Heerenveen | KFC   | Leeuwarden | Oldenzaal | Stormvogels | Tubantia | Vitesse | VSV   | Wageningen | ZFC   | Zwartemeer | Zwolsche Boys |
| ----- | ----- | ----------- | -------- | ------------- | ---------- | ----- | ---------- | --------- | ----------- | -------- | ------- | ----- | ---------- | ----- | ---------- | ------------- |
| Thuis | 2 – 1 | 3 – 2       | 3 – 4    | 3 – 0         | 3 – 2      | 3 – 4 | 5 – 1      | 3 – 0     | 2 – 1       | 1 – 2    | 1 – 1   | 4 – 2 | 2 – 4      | 2 – 2 | 2 – 1      | 6 – 0         |
| Uit   | 3 – 2 | 1 – 2       | 1 – 1    | 1 – 0         | 1 – 4      | 3 – 1 | 1 – 2      | 2 – 2     | 2 – 2       | 1 – 3    | 1 – 2   | 0 – 0 | 0 – 1      | 2 – 2 | 2 – 1      | 0 – 1         |

### Beslissingswedstrijd
| Beslissingswedstrijd                                                                                     | HVC                                 | 2 – 1 (1 – 0) | N.E.C.            |
| 19 juni 1963 Plaats: Wageningen Wageningse Berg Toeschouwers: 11.000 Scheidsrechter: Andries van Leeuwen | Bennie Marcus 20' Theo Surstedt 69' |               | 75' Hans Verhagen |

### KNVB beker
| 1e ronde                                        | N.E.C.                                                      | 2 – 1 (0 – 0) | Haarlem                                                  |
| 13 oktober 1962 Plaats: Nijmegen Goffertstadion | Pauke Meijers –' (pen.) Hans Verhagen                       |               | Henk Angenent                                            |
| 2e ronde                                        | Veendam                                                     | 2 – 3 (1 – 1) | N.E.C.                                                   |
| 16 december 1962 Plaats: Veendam De Langeleegte | Willy Wilbers –', –'                                        |               | –' (pen.) Frans Stallen Hans Verhagen Cor Smulders       |
| 3e ronde                                        | N.E.C.                                                      | 2 – 1 (1 – 1) | NAC                                                      |
| 30 april 1963 Plaats: Nijmegen Goffertstadion   | Hans Verhagen –', –'                                        |               | Wim Groenewegen                                          |
| 4e ronde                                        | N.E.C.                                                      | 3 – 1 (2 – 1) | D.F.C.                                                   |
| 16 mei 1963 Plaats: Nijmegen Goffertstadion     | Frans Stallen 38' (pen.) Hans Verhagen 44' Cor Smulders 68' |               | Joop van Linstee                                         |
| Kwartfinale                                     | N.E.C.                                                      | 2 – 1 (1 – 0) | Sportclub Enschede                                       |
| 29 mei 1963 Plaats: Nijmegen Goffertstadion     | Cor Smulders 28' Hans Verhagen 48'                          |               | 49' Jan Visser                                           |
| Halve finale                                    | N.E.C.                                                      | 1 – 3 (0 – 0) | ADO                                                      |
| 12 juni 1963 Plaats: Nijmegen Goffertstadion    | Bert Gieben 49'                                             |               | 69' Donald Feldmann 75' Piet de Zoete 85' Harrie Heijnen |

## Statistieken N.E.C. 1962/1963

### Eindstand N.E.C. in de Nederlandse Tweede divisie A 1962 / 1963
| Stand | Gespeeld | Gewonnen | Gelijk | Verloren | Punten | Doelpunten voor | Doelpunten tegen |
| ----- | -------- | -------- | ------ | -------- | ------ | --------------- | ---------------- |
| 3e    | 32       | 17       | 7      | 8        | 41     | 71              | 48               |

### Topscorers
| #              | Naam                | Goal |
| -------------- | ------------------- | ---- |
| 1.             | Hans Verhagen       | 29   |
| 2.             | Cor Smulders        | 9    |
| 2.             | Frans Stallen       | 9    |
| 4.             | Jan van Boxtel      | 5    |
| 4.             | Ben Werts           | 5    |
| 6.             | Bert Gieben         | 4    |
| 7.             | Pauke Meijers       | 3    |
| 7.             | Tini van Reeken     | 3    |
| 9.             | Nol Derksen         | 2    |
| 10.            | Henk Hoogstraten    | 1    |
| Eigen doelpunt |                     |      |
| –              | Cees Molenaar (KFC) | 1    |
| Totaal         | Totaal              | 71   |

| #      | Naam          | Goal |
| ------ | ------------- | ---- |
| –      | Hans Verhagen | 1    |
| Totaal | Totaal        | 1    |

| #      | Naam          | Goal |
| ------ | ------------- | ---- |
| 1.     | Hans Verhagen | 6    |
| 2.     | Cor Smulders  | 3    |
| 3.     | Frans Stallen | 2    |
| 4.     | Bert Gieben   | 1    |
| 4.     | Pauke Meijers | 1    |
| Totaal | Totaal        | 13   |